# Turbonilla ornata
Turbonilla ornata is een slakkensoort uit de familie van de Pyramidellidae. De wetenschappelijke naam van de soort werd in 1840 voor het eerst geldig gepubliceerd door Alcide d'Orbigny.